# Флора (Орегон)
Флора (англ. Flora) — невключённая территория, расположенная в округе Уаллауа штата Орегон, США. Расположена примерно в 56 км к северу от Энтерпрайза недалеко от автодороги штата Орегон № 3 и считается покинутым населённым пунктом. Его высота составляет 1326 м над уровнем моря.

## История
Флора была распланирована 7 апреля 1897 года. К 1910 году в ней было 200 жителей и школа с восемью классами. Город считается «самым значительным городом, который был покинут» в северо-восточной части штата Орегон.
Община была названа в честь дочери первого почтмейстера А. Д. Баззарда. Почтовое отделение Флоры функционировало в 1890—1966 годах. Школа Флоры, построенная в 1915 году, включена в Национальный реестр исторических мест. В настоящее время она известна как школьный образовательный центр «Флора», здание школы было восстановлено как Художественный образовательный центр американских пионеров.